# Serengeti-Park
Ne doit pas être confondu avec Parc national du Serengeti.
Serengeti-Park est un parc de loisirs et parc animalier à Hodenhagen en Allemagne.
Il est le plus grand parc safari en Europe sur une surface de 200 hectares.
En 1996 il a été le premier parc animalier à relâcher des Rhinocéros blanc nés en captivité en Europe.

## Zones
Serengeti-Park est divisé en 4 zones : Pays des Animaux (Tierland), Pays Aquatique (Wasserland), Pays des Singes  (Affenland) et Pays des Loisir (Freizeitland).

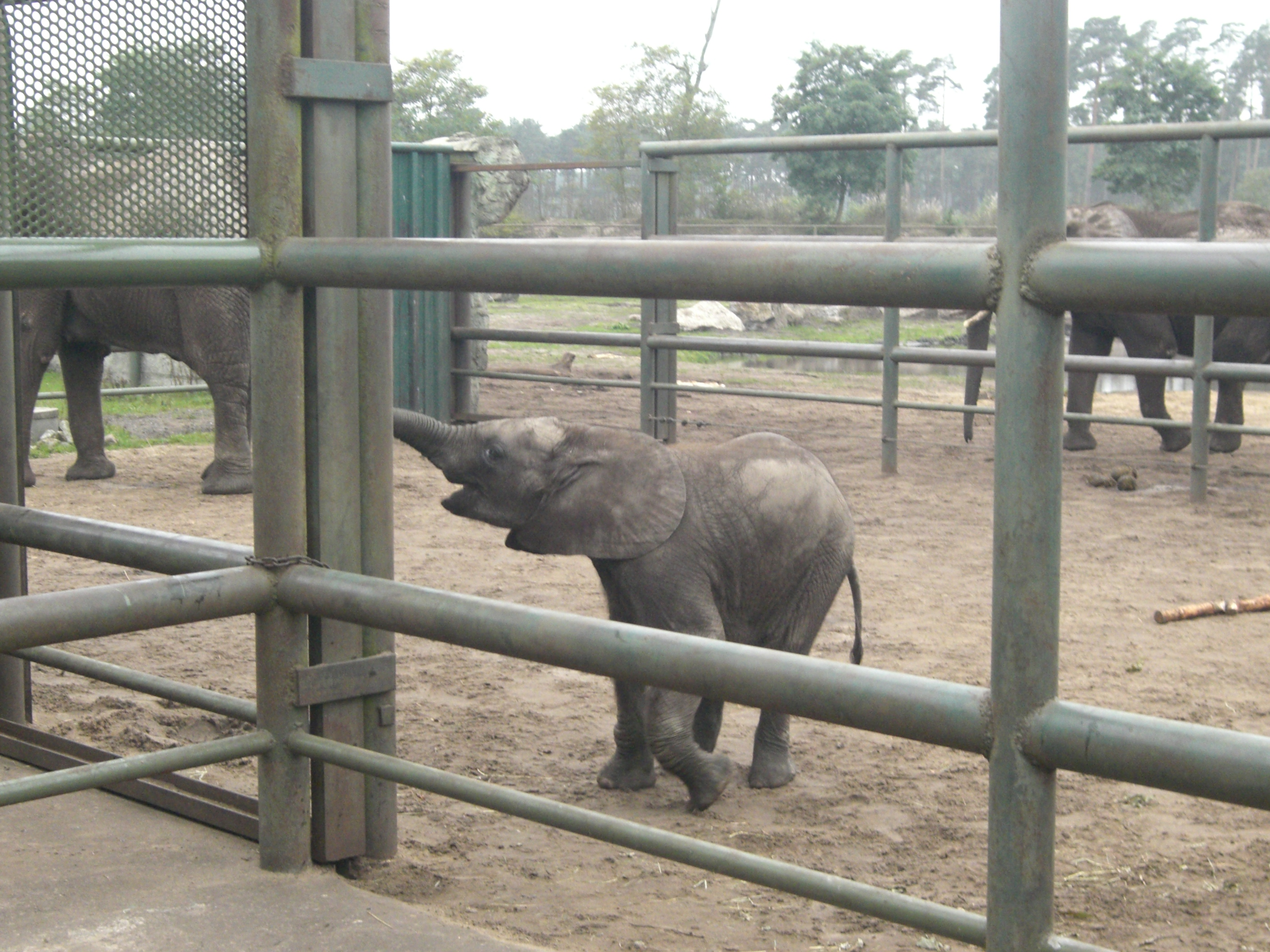
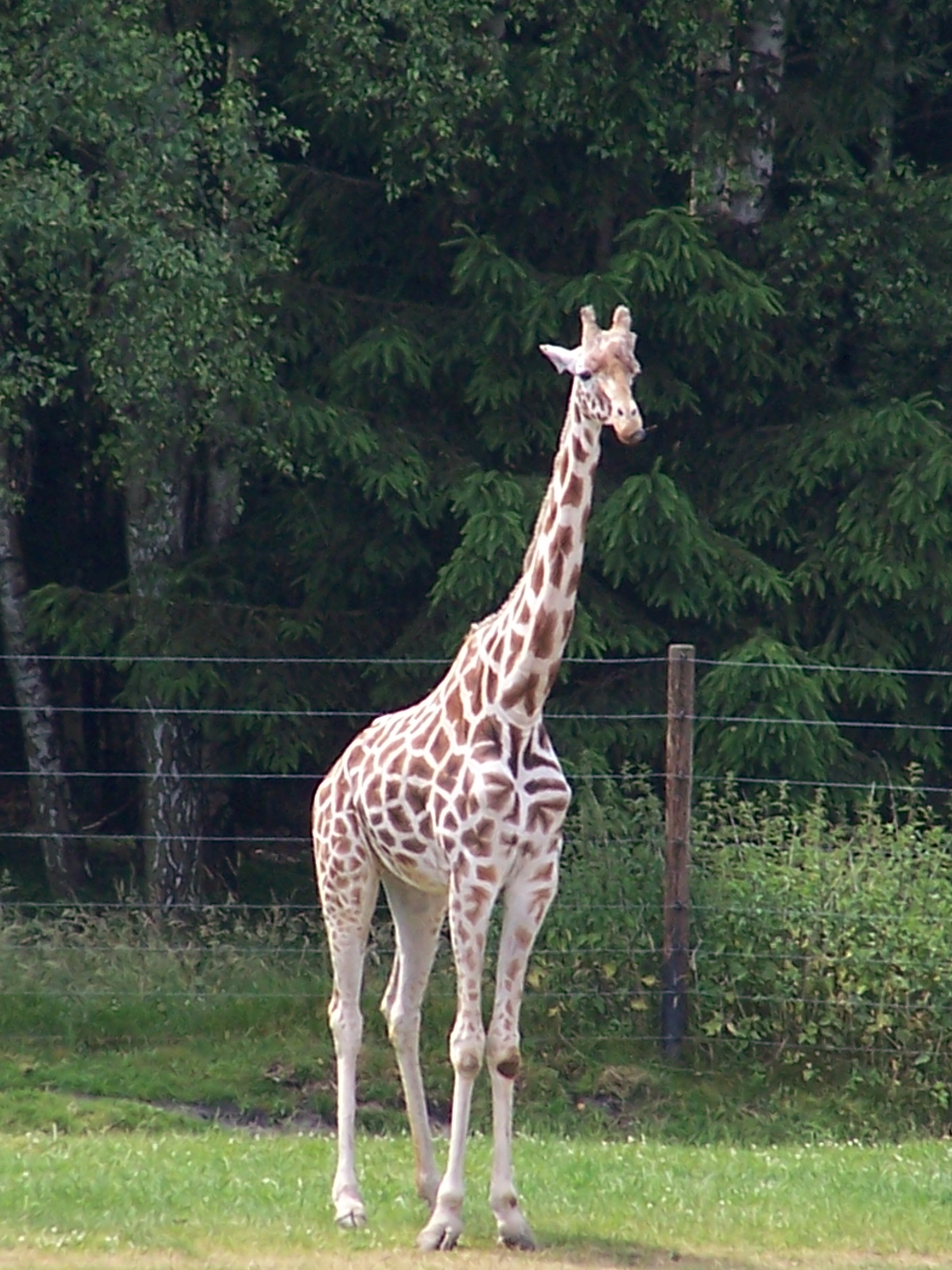
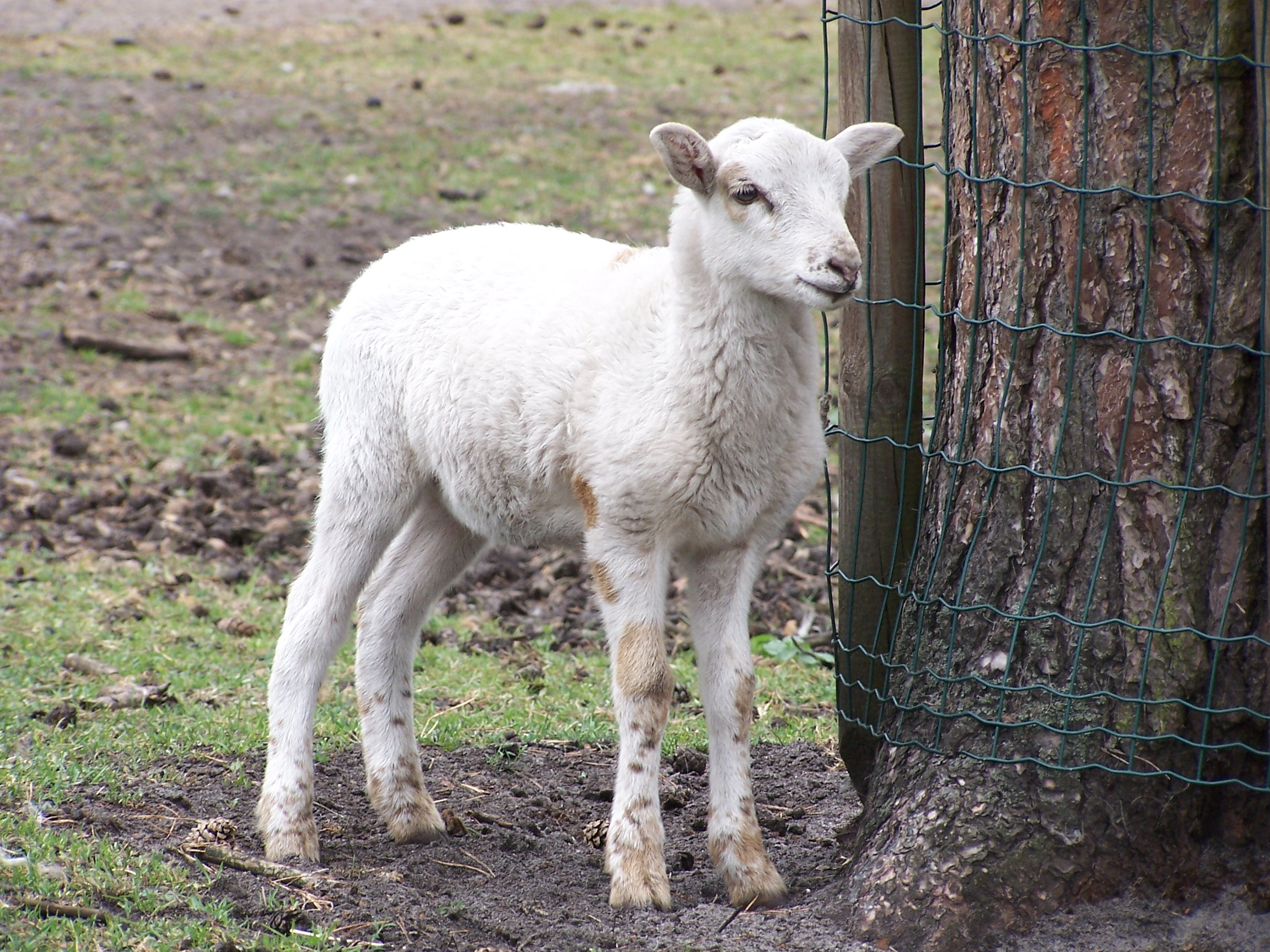
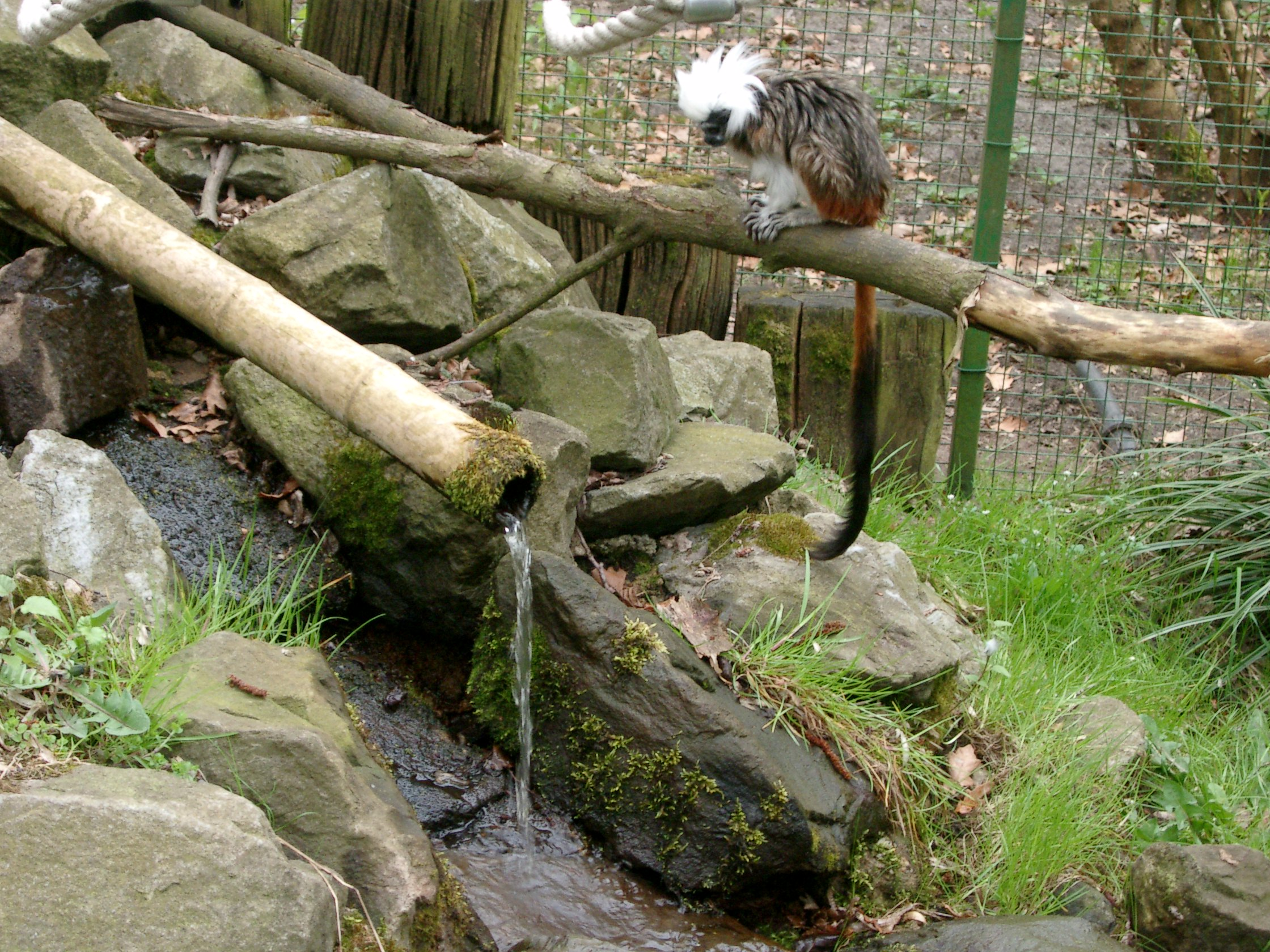
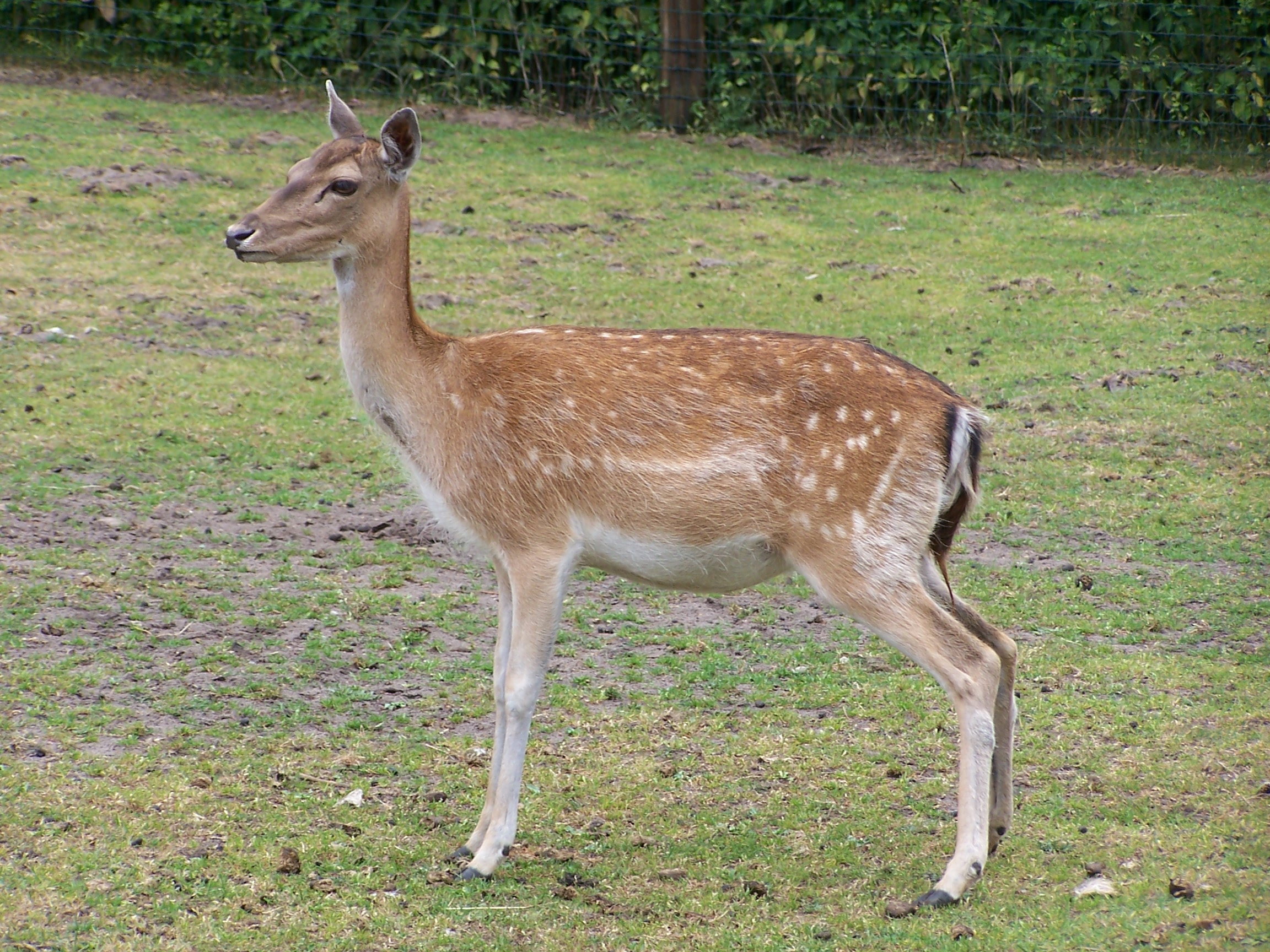